# Verderena
Verderena é um bairro da cidade portuguesa e do Município do Barreiro que foi sede da extinta Freguesia de Verderena, freguesia que tinha 1,24 km² de área e 10 285 habitantes (2011), e, por isso, uma densidade populacional de 8 294,4 hab/km².
A Freguesia de Verderena foi extinta em 2013, no âmbito de uma reforma administrativa nacional, tendo sido agregada às freguesias de Alto do Seixalinho e Santo André, para formar uma nova freguesia denominada União das Freguesias de Alto do Seixalinho, Santo André e Verderena com sede em Alto do Seixalinho.

## População
| População da freguesia de Verderena | População da freguesia de Verderena | População da freguesia de Verderena | População da freguesia de Verderena | População da freguesia de Verderena | População da freguesia de Verderena | População da freguesia de Verderena | População da freguesia de Verderena | População da freguesia de Verderena | População da freguesia de Verderena | População da freguesia de Verderena | População da freguesia de Verderena | População da freguesia de Verderena | População da freguesia de Verderena | População da freguesia de Verderena |
| ----------------------------------- | ----------------------------------- | ----------------------------------- | ----------------------------------- | ----------------------------------- | ----------------------------------- | ----------------------------------- | ----------------------------------- | ----------------------------------- | ----------------------------------- | ----------------------------------- | ----------------------------------- | ----------------------------------- | ----------------------------------- | ----------------------------------- |
| 1864                                | 1878                                | 1890                                | 1900                                | 1911                                | 1920                                | 1930                                | 1940                                | 1950                                | 1960                                | 1970                                | 1981                                | 1991                                | 2001                                | 2011                                |
|                                     |                                     |                                     |                                     |                                     |                                     |                                     |                                     |                                     |                                     |                                     |                                     | 13 587                              | 11 514                              | 10 285                              |

Criada pela Lei n.º 135/85,  de 4 de Outubro, com lugares da freguesia do Barreiro
| Distribuição da População por Grupos Etários | Distribuição da População por Grupos Etários | Distribuição da População por Grupos Etários | Distribuição da População por Grupos Etários | Distribuição da População por Grupos Etários | Distribuição da População por Grupos Etários | Distribuição da População por Grupos Etários | Distribuição da População por Grupos Etários | Distribuição da População por Grupos Etários | Distribuição da População por Grupos Etários |
| -------------------------------------------- | -------------------------------------------- | -------------------------------------------- | -------------------------------------------- | -------------------------------------------- | -------------------------------------------- | -------------------------------------------- | -------------------------------------------- | -------------------------------------------- | -------------------------------------------- |
| Ano                                          | 0-14 Anos                                    | 15-24 Anos                                   | 25-64 Anos                                   | > 65 Anos                                    |                                              | 0-14 Anos                                    | 15-24 Anos                                   | 25-64 Anos                                   | > 65 Anos                                    |
| 2001                                         | 1 271                                        | 1 555                                        | 6 848                                        | 1 840                                        |                                              | 11,0%                                        | 13,5%                                        | 59,5%                                        | 16,0%                                        |
| 2011                                         | 1 159                                        | 922                                          | 5 504                                        | 2 700                                        |                                              | 11,3%                                        | 9,0%                                         | 53,5%                                        | 26,3%                                        |

Média do País no censo de 2001:  0/14 Anos-16,0%; 15/24 Anos-14,3%; 25/64 Anos-53,4%; 65 e mais Anos-16,4%
Média do País no censo de 2011:   0/14 Anos-14,9%; 15/24 Anos-10,9%; 25/64 Anos-55,2%; 65 e mais Anos-19,0%

## Clubes desportivos
- Grupo Desportivo e Recreativo "Os Pantufas"
- Grupo Desportivo e Recreativo da Verderena
- Grupo Desportivo e Recreativo Unidos da Recosta